# Parafia św. Wincentego Pallottiego w Łodzi
Parafia pw. św. Wincentego Pallottiego w Łodzi – rzymskokatolicka parafia w dekanacie Łódź-Stoki archidiecezji łódzkiej. Duszpasterstwo prowadzą kapłani Stowarzyszenia Apostolstwa Katolickiego – księża pallotyni. Parafia obejmuje teren w północnej części miasta, w dzielnicy Bałuty – okolice łódzkiej kolei obwodowej relacji Łódź Widzew – Zgierz przy przystanku Łódź Arturówek (w tym część lasu Łagiewnickiego – Maksymilianów, Marysin). Przez parafię przepływa rzeka Sokołówka. Siedziba parafii znajduje się przy ulicy Łagiewnickiej 197/201.

## Historia
W latach trzydziestych XX w. właścicielka gruntów łagiewnickich Irmina Heinzel-Rzewuska ofiarowała działkę o powierzchni 3 ha Stowarzyszeniu Apostolstwa Katolickiego z przeznaczeniem na wybudowania świątyni. Po 1945 roku Księża pallotyni wystąpili o zgodę na budowę kościoła. Władze komunistyczne odrzucały wszystkie projekty a teren służył jako wysypisko śmieci. Dopiero w 1989 r. księża pallotyni otrzymali zgodę na budowę na budowę domu zakonnego.  
Budowa kaplicy parafialnej według projektu arch. Aleksego Dworczaka i inż. Janusza Freya trwała od 17 sierpnia 1989 do 20 lutego 1991 (poświęcona 4 marca 1991 przez biskupa Władysława Ziółka). Mieści się ona wewnątrz domu zakonnego pallotynów. Parafię św. Wincentego Pallottiego erygował 8 grudnia 1993 r. ks. abp Władysław Ziółek. Pierwszym proboszczem został budowniczy domu zakonnego ks. Stanisław Rękawek SAC.
17 września 2006 r.poświęcono plac pod budowę kościoła – Sanktuarium Świętości Życia. Dzień później rozpoczęły się prace budowlane świątyni.

## Msze Święte
W niedziele i święta
- 8:00, 9:30, 11:00, 12:30, 18:00

W dni powszednie
- 8:00, 15.00,  18:00

## Ulice należące do parafii
Gen. Józefa Bema (numery parzyste 60-72, nieparzyste 63-77), Bukowa, Cała, Czarnoleska, Dziewanny, Folwarczna (15-69 i 70-88), Gontyny, Honorowa, Jarzębinowa, Jaworowa, Jodłowa, Kasztanowa, Kasztelańska, Krasnoludków, Kryzysowa, Laurowa, Leszczynowa, Liliowa, Litewska, Łagiewnicka (140-248, 163-207), Miętowa, Mimozy, Miodowa, Modrzewiowa, Morelowa, Olszowa (parzyste 2-12), Pawilońska (nieparzyste 3-21), Pierwiosnków, Porzeczkowa (parzyste), Powojowa,  Robotnicza, Rybacka, Sasanek (60, 61-75), Słoneczna, Gen. Józefa Sowińskiego (13-47a, 60-76a), Stokrotki, Strumykowa, Świerkowa, Tulipanowa, Wałbrzyska, Wiązowa, Włościańska, Józefa Zaliwskiego, Zawilcowa.

## Grupy parafialne
Koło Przyjaciół Radia Maryja, Ruch Światło Życie – Oaza, Podwórkowe Kółko Różańcowe, Rada Duszpasterska, Rada Ekonomiczna, schola dziecięca, schola młodzieżowa, Stowarzyszenie Rodzin Katolickich, Wspólnota Duchowej Adopcji Dzieci Nienarodzonych, Wspólnota Miłosierdzia Bożego, Wspólnota Zjednoczenia Apostolstwa Katolickiego, Żywa Róża, Wspólnota Młodzieżowa "Młodzi 2.0".